# Pettneu am Arlberg

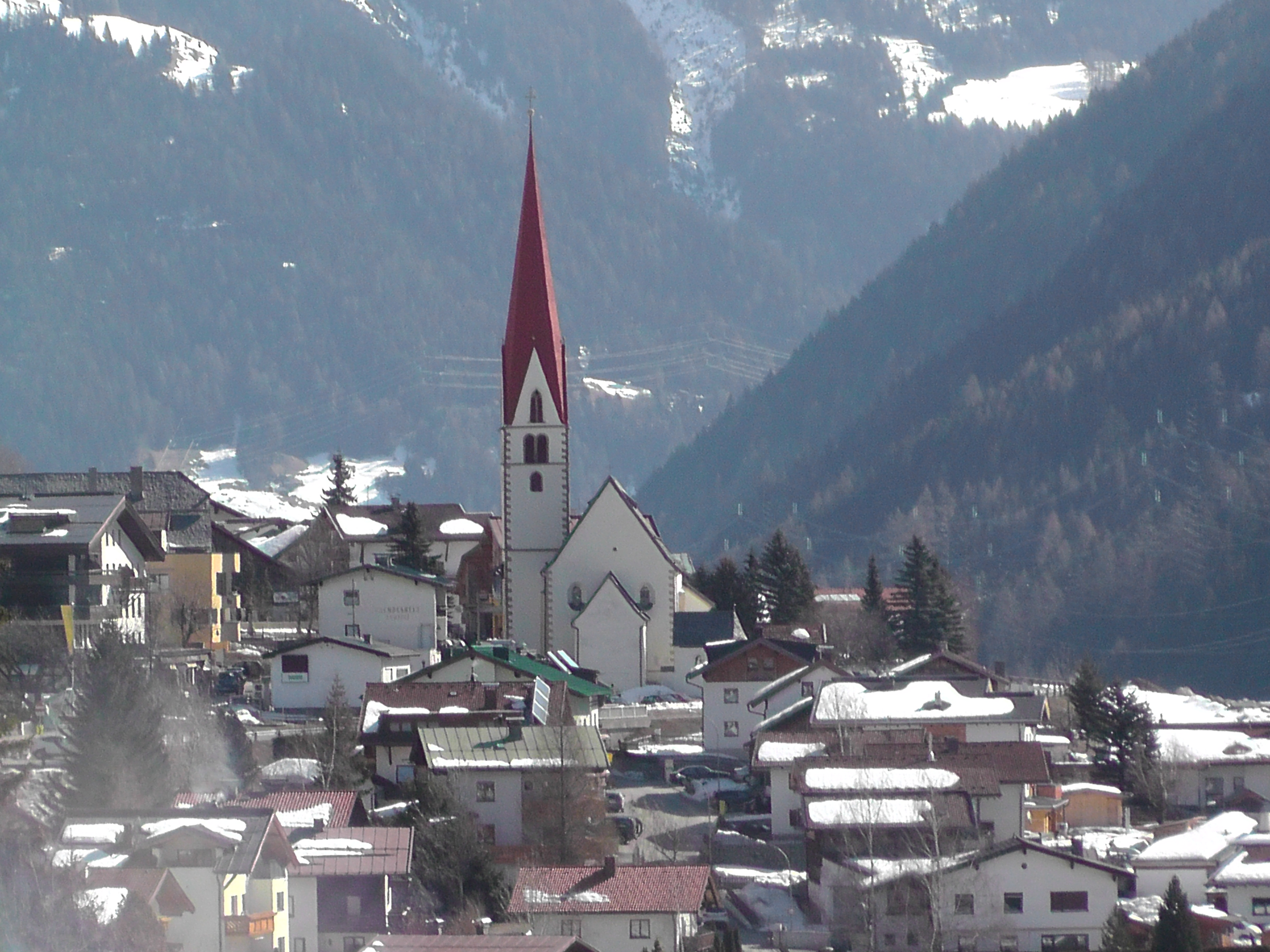
Kościół Wniebowzięcia NMP (Mariä-Himmelfahrt)

Pettneu am Arlberg – gmina położona na zachodzie Austrii, w kraju związkowym Tyrol, w powiecie Landeck.

## Położenie
Pettneu am Arlberg leży w dolinie Stanz, przez którą przepływa Rosanna, pomiędzy pasmem Alp Lechtalskich na północy a pasmem Verwallgruppe na południu. Na południe od gminy góruje szczyt Hoher Riffler (3168 m n.p.m.).
Przez Pettneu przebiega Arlberg Schnellstraße (droga ekspresowa S16), z węzłem Pettneu i droga krajowa B197.

## Historia
Pettneu było wzmiankowane od 1300 roku jako Pudnew. Nazwę wywodzi się od nowego mostu. Na rozwój miejscowości znaczny wpływ miał ruch tranzytowy.
Według danych z 1 stycznia 2015 w Pettneu am Arlberg mieszka 1459 osób.

## Zabytki
- parafialny kościół Wniebowzięcia Najświętszej Maryi Panny (Mariä-Himmelfahrt) z XIV wieku[2]
- wotywny kościółek na górze Kalvarienberg z 1784[2]
- kaplica św. Sebastiana (Hl. Sebastian)[2]

## Transport
Najbliższa stacja kolejowa znajduje się w o osiem kilometrów oddalonym St. Anton am Arlberg. Transport zapewniają przewoźnicy autobusowi.

## Urodzeni w Pettneu
- Alfons Benedikter – działacz narodowy w Tyrolu Południowym
- Martin Burger - narciarz alpejski